# Aale
 (septembre 2024).
Aale est un prénom finnois épicène, plus populaire en tant que prénom masculin. Le nom est à l'origine une abréviation de nombreux anciens noms commençant par Al-, tels que les noms masculins Alarik, Alexander et le nom féminin Alexandra. En tant que nom féminin, Aale et sa variante Aali ont également été utilisés en Estonie et en Ingrie.
Selon l'Agence des services de données numériques et démographiques, le prénom n'a jamais été très commun (moins de 0,02 % de la population). Il était relativement populaire dans les années 1900 à 1930, et il connaît un regain d'attention dans les années 2000. Le nom d'Aale a été donné à 92 hommes et à environ 5 femmes de 2010 à 2019.
Aucune date n'a jamais été associée à ce prénom dans le calendrier officiel finlandais. Cependant, il est apparu dans le calendrier de la Société finlandaise pour l'éducation publique en 1883, où les Aale étaient fêtés le 27 avril. En Ingrie, le jour associé au prénom Aale était autrefois le 13 avril.

## Prénom
- Aale Tynni (1913-1997), poétesse finlandaise et traductrice, médaillée d'or olympique en 1948.